# سمحا فلابان
سمحا فلابان (بالعبرية: שמחה פלפן‏) (1911-1987) مؤرخ وسياسي إسرائيلي، اشتهر بكتابه "ميلاد إسرائيل: الأساطير والحقائق" الذي نُشر في عام وفاته.

## السيرة الذاتية
وُلد سمحا فلابان في 27 يناير 1911 في توماسوف مازوفيكي بكونغرس بولندا. في إسرائيل، كان فلابان الأمين الوطني لحزب مابام اليساري الصهيوني، ومدير قسم الشئون العربية فيه في الفترة من 1959 إلى منتصف السبعينات كما قام بتحرير مجلة النظرة الجديدة، وهي مجلة شهرية غير حزبية شجعت التقارب بين اليهود والعرب. مات في 13 أبريل 1987 في إسرائيل.

## نظرته للصهيونية
في مقدمة كتابه "الصهيونية والفلسطينيين" (1979) كتب فلابان: 
 لتبديد سوء الفهم، أريد أن أوضح أن إيماني بالتبرير الأخلاقي والضرورة التاريخية للصهيونية لا يزال غير متأثر بإعادة تقييمي النقدي للقيادة الصهيونية. يوضح تاريخ الصهيونية المدى الذي كانت فيه الرغبة في إنشاء مجتمع جديد يجسد القيم العالمية للديمقراطية والعدالة الاجتماعية، متأصلة في الحركة الصهيونية ومسؤولة عن تقدمها في الظروف المناوئة. تكمن مشكلة إسرائيل اليوم في تفكك هذه القيم، ويرجع ذلك إلى حد كبير إلى التسمم بالنجاح العسكري والاعتقاد بأن التفوق العسكري هو بديل للسلام. إن لم يتم استعادة القيم الليبرالية والتقدمية للصهيونية والاعتراف بالحقوق الفلسطينية في تقرير المصير في إطار التعايش السلمي، فإن مصير إسرائيل في تحقيق السلام محكوم عليه بالفشل، وأعتقد اعتقادا راسخا أن هذه الاتجاهات ستصبح في نهاية المطاف القوة الحاسمة في إسرائيل  

## الأعمال المنشورة
- الصهيونية والفلسطينيون ، كروم وهيلم، لندن، 1979.
- ولادة إسرائيل: الأساطير والحقائق ، كتب البانتيون، نيويورك ؛ ISBN   0-394-55888-X (أغسطس 1987).

## الأرشيف
تقع المحفوظات الشخصية والمهنية لفلابان في أرشيف ياد يعاري، في مركز هشومير هتسعير للبحوث والتوثيق في جفعات حفيفة.